# Max Casella
Max Casella (født 6. juni 1967) er en amerikansk skuespiller. Han er kendt for sine roller i tv- serien The Sopranos, Doogie howser, MD. ,og som stemmen til Daxter i Jak & Daxter videospil-serien.

## Biografi
Casella blev født i Washington, DC som søn af Doris Casella, en socialrådgiver, og David Deitch, en avisklummeskribent. Han er af italiensk og del jødisk afstamning. Han voksede op i Cambridge i Massachusetts, hvor han gik på samme skole som Traci Bingham og Matt Damon.
Casella spillede Vincent Delpino i tv-serien Doogie howser, MD. fra 1989 til 1993 sammen med Neil Patrick Harris. I 1992 spillede Casella, Racetrack Higgins i filmen Newsies. Filmen var baseret på sande begivenheder i 1899 nyhedsdrengstrejken med Joseph Pulitzer og William Randolph Hearst. I 1997 spillede Casella, Timon i den oprindelige Broadway produktion af The Lion King/Løvernes Konge.
Casella medvirkede også i den musikalske The Music Man. Han spillede Pvt. Dino Paparelli i Sgt. Bilko. Han har været fast medlem af HBO -serien The Sopranos siden sin tredje sæson, hvor han spillede rollen som Benny Fazio. Casella portrætterede Paul Marco i Tim Burton 's film Ed Wood. Han medvirkede også i Analyze This med Robert De Niro i hovedrollen. I 2007 spillede Casella Dick howser i ESPN mini-serien The Bronx is Burning . Han har også medvirket i The Little Mermaid II: Return to the Sea som en pingvin ved navn Tip, som der søger efter chancen for at være en helt. I 2008 medvirkede Casella dukkede op i filmen Leatherheads som Mack Steiner. Han havde rollen som en af hovedpersonerne i 2009 filmen Scaring the Fish , hvor han spillede Dennis.
Han er gift, bor i New York City, og har to børn.